# Eugnathia pictipennis
Eugnathia pictipennis är en fjärilsart som beskrevs av George Francis Hampson 1893. Eugnathia pictipennis ingår i släktet Eugnathia och familjen nattflyn. Inga underarter finns listade i Catalogue of Life.